# Jan Koźniewski

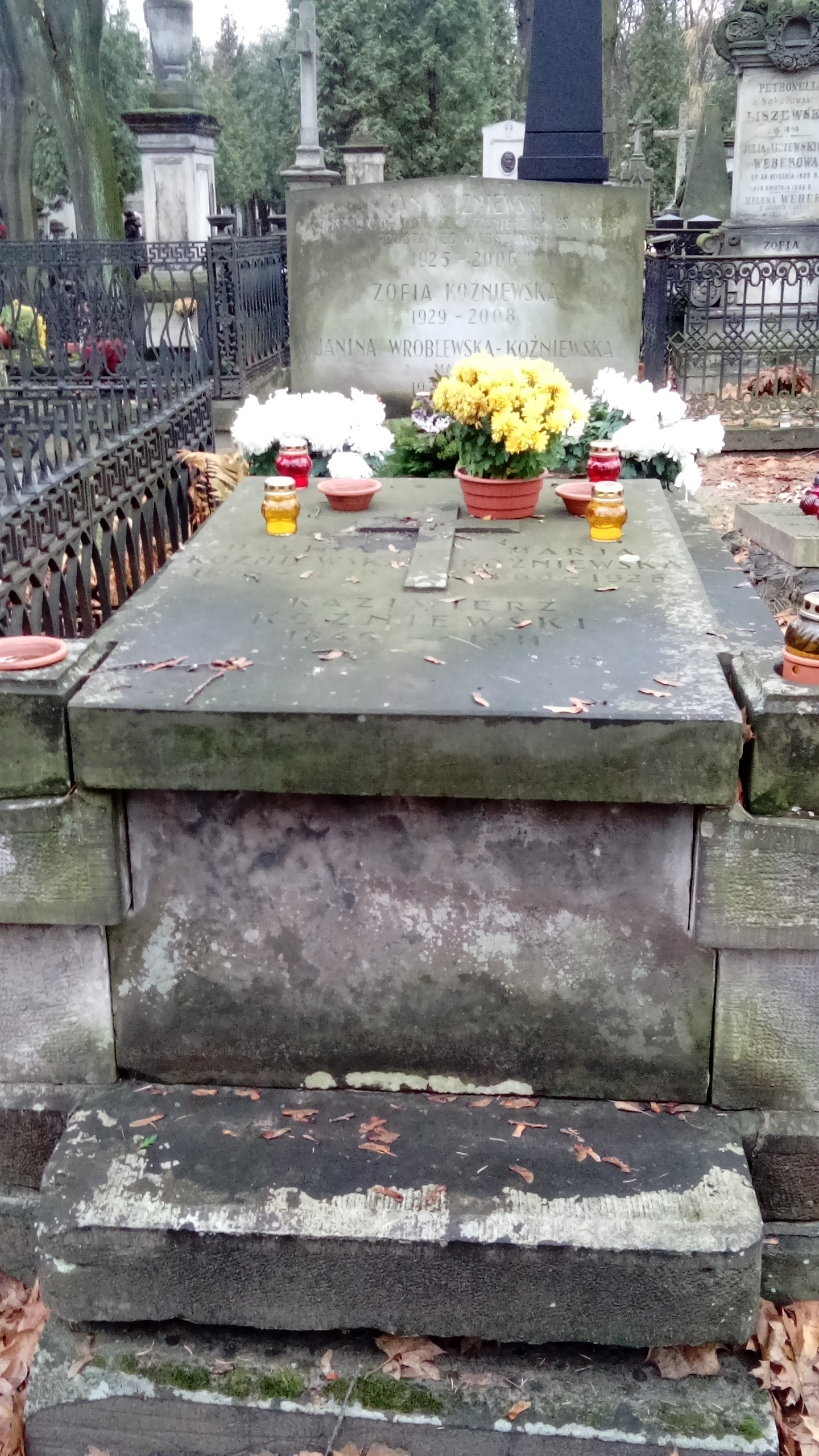
Grób Jana Koźniewskiego na cmentarzu Powązkowskim

Jan Koźniewski (ur. 19 września 1925 w Warszawie, zm. 30 grudnia 2006 tamże) – magister inżynier, polski konstruktor samolotów i śmigłowców, specjalista w dziedzinie aerodynamiki, popularyzator myśli technicznej.

## Życiorys
Urodził się w rodzinie Wacława i Wiktorii z Majkowskich. Miał brata Kazimierza, literata, oraz siostrę. W 1937 ukończył szkołę powszechną sióstr Goldman i rozpoczął naukę w gimnazjum im. Stanisława Staszica w Warszawie, w którym w ramach tajnych kompletów w 1944 zdał maturę. Podczas okupacji niemieckiej pracował w kontroli technicznej, a następnie jako kreślarz w biurze konstrukcyjnym fabryki obrabiarek Pionier w Warszawie, uczył się także w szkole technicznej Technische Vorbereitungschule. Związany był z konspiracyjną organizacją Warszawskiego Koła Lotniczego. Uczestniczył w powstaniu warszawskim jako kapral podchorąży AK ps. „Korab” w kompanii „Lawy”.
Po wojnie związany był jako konstruktor z Instytutem Lotnictwa, pracował przy drugim polskim śmigłowcu BŻ-4 Żuk, opracował oryginalny projekt przemiennopłata - samolotu doświadczalnego PS-1 pionowego startu VTOL.
Od 1957 był mężem Janiny z Wróblewskich, artystki malarki, z którą miał syna Pawła (ur. 1958), biologa, i córkę Katarzynę po mężu Różycką (ur. 1963), lekarkę.
Zmarł w Warszawie, pochowany w grobie rodzinnym na cmentarzu Powązkowskim (kwatera 8-1-28).

## Ordery i odznaczenia[1]
- Medal Wojska (dwukrotnie, 1948)
- Krzyż Partyzancki (1983)
- Warszawski Krzyż Powstańczy (1982)
- Krzyż Armii Krajowej (1988)
- Odznaka „Weteran Walk o Niepodległość” (1995)
- Odznaka Pamiątkową Akcji „Burza” (1998)
- Srebrna Odznaka „Za zasługi dla rozwoju przemysłu maszynowego” (1981)